# Manuel Dias de Oliveira

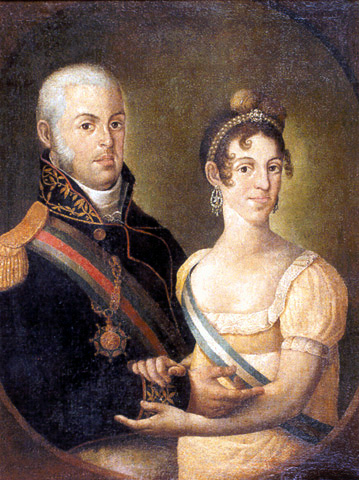
Retrato do rei D. João VI de Portugal e da rainha D. Carlota Joaquina (obra datada c. 1815).

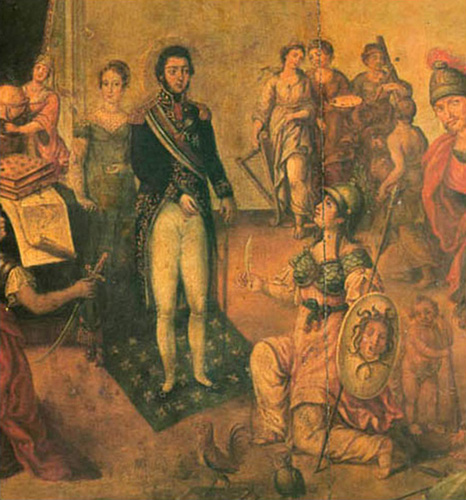
Alegoria ao nascimento da princesa D. Maria da Glória (detalhe).

Manuel Dias de Oliveira (Cachoeiras de Macacu, 1764 — Campos dos Goitacases, 1837) foi um pintor, professor e decorador brasileiro. É também conhecido pelos epítetos Brasiliense e Romano.

## Vida
Quando jovem se transferiu à cidade do Rio de Janeiro, estudando toreutica, o que leva a crer que pode ter trabalhado como ourives. Um comerciante português financiou sua ida a Portugal, instalando-o na cidade do Porto, onde a morte de seu protetor deixou-o desvalido.
Não se sabe como teria chegado a Lisboa, onde o então intendente Pina Manique fundara a Real Casa Pia, uma escola onde se recolhiam vagabundos e errantes mas que aos poucos tornaria-se uma verdadeira "universidade popular" com cursos de desenho e matemática, além de trabalhos manuais.
Destacando-se como um dos melhores alunos, foi então mandado a Roma para desenvolver a sua aprendizagem com outros jovens portugueses de talento, entre os quais Domingos António de Sequeira, que viria a tornar-se dos maiores nomes da pintura neoclássica portuguesa.
Sua estada em Roma valeu-lhe o apelido o Romano. Gracas à proteção de Pina Manique, Dias de Oliveira entra na Accademia de San Lucca, onde torna-se aluno de Pompeo Batoni. Permaneceu na Itália até 1800, quando volta a Portugal e pede para ser reenviado ao Brasil para fundar no Rio de Janeiro a primeira Aula Régia de Desenho e Figura. Seu pedido leva a sua nomeação em novembro de 1800.
Essa seria a primeira escola de arte da colônia da qual se tem registro. Seguindo o modelo então vigente na Europa, ensinava apenas desenho - ao natural e com modelo vivo, sendo o introdutor no Brasil do modelo nu. Seu ateliê, onde dava aulas, localizava-se na rua do Hospital. Entre seus alunos, destacam-se Francisco Pedro do Amaral e Manoel José Gentil.
Dias de Oliveira trabalhou como decorador para eventos oficiais, e em 1808 foi o responsável pela decoração para a recepção da Corte Portuguesa no Rio de Janeiro.
A partir de 1816, com a chegada dos artistas da Missão Artística Francesa, seu prestígio declinou, talvez pela competição com os recém-chegados. Em 1822, D. Pedro I o destitui do cargo na Aula Régia de Desenho e Figura.
Dias de Oliveira retirou-se a Campos de Goytacazes em 1831, onde abriu uma escola primária. Morreu naquela cidade em 25 de abril de 1837.

## Obra
Manuel Dias de Oliveira pintou retratos, alegorias, temas religiosos e naturezas-mortas, além de muitas obras efêmeras decorativas que se perderam. Algumas de suas obras são:
- O Milagre de Santa Isabel (1798, Museu Nacional de Belas Artes)
- O Gênio da América (obra alegória para o Paço dos Vice-Reis, hoje perdido)
- Alegoria de Nossa Senhora da Conceição (1813, Museu Nacional de Belas Artes)
- Retrato de D. João VI e Dona Carlota Joaquina (1815, Museu Histórico Nacional)
- Alegoria do Nascimento de D. Maria da Glória (1819, Museu do Instituto Histórico e Geográfico Brasileiro)
- Auto-retrato (1835)